# Монтебуоно (Гросето)
Монтебуоно (итал. Montebuono) је насеље у Италији у округу Гросето, региону Тоскана.
Према процени из 2011. у насељу је живело 37 становника. Насеље се налази на надморској висини од 505 м.